# Frauenlob-Klasse
Als Frauenlob-Klasse wurden in den 1960er Jahren von der Bundesmarine in Dienst gestellte Küstenwachboote bezeichnet, die später zu Binnenminensuchbooten umklassifiziert wurden.

## Geschichte
Die ersten acht Boote der Frauenlob-Klasse wurden 1966 von der Bundesmarine als Küstenwachboote der Klasse 362 in Dienst gestellt und kurz darauf zu Binnenminensuchbooten (Klasse 394A) umklassifiziert. Zusammen mit den zwei Einheiten der Klasse 394B wurden zwischen 1966 und 1969 insgesamt zehn dieser in Holzbauweise erstellten Boote in Dienst gestellt. Diese wurden zunächst dem 5. Minensuchgeschwader (5. MSG) und nach dessen Aufstellung 1967 dem 7. MSG in Neustadt/Holstein unterstellt.
Der Name des Typschiffs/der Bootsklasse geht auf den durch Spenden deutscher Frauen finanzierten preußischen Kriegsschoner Frauenlob zurück. Dieser war am 2. September 1860 in einem Taifun vor Yokohama gesunken. Der zweite Träger dieses Namens war der Kleine Kreuzer Frauenlob, den die Kaiserliche Marine 1903 in Dienst gestellt hatte und der während der Skagerrakschlacht versenkt wurde.
Die Boote der Frauenlob-Klasse wechselten, auch bedingt durch die unterschiedlichen Aufgaben, mehrfach ihre Kennung. Als Wachboote führten sie eine W-Kennung, als Minensucher eine M-Kennung. Zeitweise hatten sie auch eine Y-Kennung, da zu diesem Zeitpunkt in der Bundesmarine nur zehn Hafenschutzboote vorgesehen waren und dieses Kontingent von den Booten der Ariadne-Klasse abgedeckt wurde.
In den Jahren 1994 bis 2002 wurden die Boote von der Deutschen Marine aus dem aktiven Dienst zurückgezogen. Zunächst wurden einige von der Estnischen Marine übernommen, dort aber inzwischen auch durch andere Einheiten ersetzt.

## Einheiten
Deutschland
Von der Bundesmarine wurden insgesamt zehn Boote der Klasse 394A/B in Dienst gestellt. Dies waren:
| Kennung | Name      | Klasse | Dienstzeit | Verbleib                        |
| ------- | --------- | ------ | ---------- | ------------------------------- |
| M 2658  | Frauenlob | 394B   | 1966–2002  | 2020 verschrottet               |
| M 2659  | Nautilus  | 394A   | 1966–1994  | Vebeg, 1995(?) abgebrochen      |
| M 2660  | Gefion    | 394A   | 1967–2002  | 2014 verschrottet               |
| M 2661  | Medusa    | 394A   | 1967–2001  | Vebeg, 2004 abgebrochen         |
| M 2662  | Undine    | 394A   | 1967–2001  | Estland (siehe Vaindlo)         |
| M 2663  | Minerva   | 394B   | 1967–1995  | Estland (siehe Kalev)           |
| M 2664  | Diana     | 394A   | 1967–1995  | Estland (siehe Olev)            |
| M 2665  | Loreley   | 394A   | 1968–2002  | Estland (als Ersatzteilspender) |
| M 2666  | Atlantis  | 394A   | 1968–1995  | 2022 verschrottet               |
| M 2667  | Acheron   | 394A   | 1969–1995  | VEBEG, 1996 abgebrochen         |

 Estland
Estlands Marine übernahm mehrere Boote aus Deutschland. Folgende Einheiten wurden in Dienst gestellt:
| Kennung | Name    | Dienstzeit | Verbleib                                           |
| ------- | ------- | ---------- | -------------------------------------------------- |
| M 414   | Kalev   | 1997–2003  | als Museumsschiff im Tallinner Wasserflugzeughafen |
| M 415   | Olev    | 1997–2005  | sollte 2008 versteigert werden                     |
| M 416   | Vaindlo | 2003–2005  | sollte 2008 versteigert werden                     |